# Tetramorium cardiocarenum
Tetramorium cardiocarenum is een mierensoort uit de onderfamilie van de Myrmicinae. De wetenschappelijke naam van de soort is voor het eerst geldig gepubliceerd in 1994 door Xu & Zheng.